# Gonen
Gonen (hebrejsky גּוֹנֵן, anglicky Gonen) je vesnice typu kibuc v Izraeli, v Severním distriktu, v Oblastní radě ha-Galil ha-Eljon (Horní Galilea).

## Geografie
Leží v nadmořské výšce 99 metrů v Chulském údolí v Horní Galileji, nedaleko horního toku řeky Jordán a cca 25 kilometrů severně od břehů Galilejského jezera.
Vesnice se nachází poblíž hranice mezi Izraelem v mezinárodně uznávaných hranicích a Golanskými výšinami, které jsou ovšem od roku 1967 rovněž pod kontrolou Izraele. Leží cca 38 kilometrů severoseverovýchodně od Tiberiasu, cca 142 kilometrů severovýchodně od centra Tel Avivu a cca 70 kilometrů severovýchodně od centra Haify. Je situována v zemědělsky intenzivně využívaném pásu. Gonen obývají Židé, přičemž osídlení v tomto regionu je zcela židovské. Výjimkou je skupina měst obývaných Druzy na Golanských výšinách, cca 15 kilometrů severovýchodním směrem.
Gonen je na dopravní síť napojen pomocí lokální silnice číslo 959, která přichází od jihu, od mostu Pkak přes Jordán a v obci Gonen uhýbá k východu, na Golanské výšiny. Další lokální silnice číslo 918 z ní zde odbočuje směrem k severu.

## Dějiny
Gonen byl založen v roce 1951. Na místě nynějšího kibucu se do roku 1948 rozkládala arabská vesnice Ghuraba. Ta měla roku 1931 124 obyvatel, roku 1945 220 a roku 1948 zde žilo 255 lidí. Vesnice byla dobyta Izraelci (jednotky Palmach) během počáteční fáze války za nezávislost v květnu 1948, v rámci Operace Jiftach. Její obyvatelé uprchli.
V prostoru vysídlené arabské vesnice se roku 1951 usadili Židé. Zpočátku šlo o polovojenskou osadu typu Nachal. Roku 1953 sem přišla skupina civilních osadníků a v květnu 1953 se obec proměnila na kibuc. Roku 1954 byla vesnice přeměněna na ryze civilní zemědělskou obec. Během 50. a 60. let 20. století vesnice čelila opakovanému ostřelování ze syrské strany hranice, která tehdy probíhala nedaleko odtud. Ostřelování skončilo až po Šestidenní válce roku 1967, kdy Izrael dobyl Golanské výšiny.
Během 80. let 20. století prodělával kibuc Gonen závažnou ekonomickou a sociální krizi. V roce 1993 začala reforma hospodaření kibucu, který se zbavil některých nevýdělečných aktivit a změnil skladbu zemědělské výroby. Roku 1998 prošel kibuc částečnou privatizací, po které jsou jeho členové odměňováni podle vykonané práce.
V Gonen fungují zařízení předškolní péče. Základní a vyšší školství jsou k dispozici v Kfar Blum. V kibucu je zubní středisko, obchod, poštovní úřad, veřejná knihovna, společenská jídelna a sportovní areály. Ekonomika obce je založená zčásti na zemědělství (rostlinná výroba, chov ryb) a turistickém ruchu (turistické ubytování).

## Demografie
Obyvatelstvo Gonen je sekulární. Podle údajů z roku 2014 tvořili naprostou většinu obyvatel v Gonen Židé (včetně statistické kategorie "ostatní", která zahrnuje nearabské obyvatele židovského původu ale bez formální příslušnosti k židovskému náboženství).
Jde o menší sídlo vesnického typu s dlouhodobě stagnující populací. K 31. prosinci 2014 zde žilo 349 lidí. Během roku 2014 klesla populace o 3,1 %.
| Rok            | 1961 | 1972 | 1983 | 1995 | 2001 | 2003 | 2004 | 2005 | 2006 | 2007 | 2008 | 2009 | 2010 | 2011 | 2012 | 2013 | 2014 |
| -------------- | ---- | ---- | ---- | ---- | ---- | ---- | ---- | ---- | ---- | ---- | ---- | ---- | ---- | ---- | ---- | ---- | ---- |
| Počet obyvatel | 92   | 239  | 446  | 352  | 323  | 322  | 310  | 310  | 314  | 308  | 336  | 340  | 336  | 341  | 351  | 360  | 349  |